# Otopharynx
Otopharynx es un género de peces de la familia Cichlidae y de la orden de los Perciformes. Es un endemismo del Lago Malawi en África Oriental.

## Especies
Actualmente hay 14 especies reconocidas en este género:
- Otopharynx antron (Cleaver, Konings y Stauffer, 2009)
- Otopharynx argyrosoma (Regan, 1922)
- Otopharynx auromarginatus (Boulenger, 1908)
- Otopharynx decorus (Trewavas, 1935)
- Otopharynx heterodon (Trewavas, 1935)
- Otopharynx lithobates (Oliver, 1989)
- Otopharynx ovatus (Trewavas, 1935)
- Otopharynx pachycheilus (Arnegard & Snoeks, 2001)
- Otopharynx selenurus (Regan, 1922)
- Otopharynx speciosus (Trewavas, 1935)
- Otopharynx spelaeotes (Cleaver, Konings y Stauffer, 2009)
- Otopharynx tetraspilus (Trewavas, 1935)
- Otopharynx tetrastigma (Günther, 1894)
- Otopharynx walteri (Konings, 1990)